# StAR-Protein
Das StAR-Protein (Abk. für Steroidogenic acute regulatory protein) ist ein Protein, das für den Cholesterin-Transport von der äußeren Membran von Mitochondrien in die innere Mitochondrien-Membran bei vielzelligen Tieren unverzichtbar ist.  Dieser Transport ist geschwindigkeitsbestimmend für die Steroidhormon-Biosynthese und findet beim Menschen in den Gonaden, der Nebennierenrinde, den Nieren und im männlichen Pankreas genauso wie im Gehirn statt. Geschlechtsunterschiede in der Produktion zeigen sich im Pankreas, das in Frauen kein StAR-Protein exprimiert.
Mutationen im STAR-Gen können zu StAR-Mangel, und dieser zum lebensbedrohenden adrenogenitalen Syndrom Typ 1 führen.

## Funktion von StAR

### Gezielte Bindung an Mitochondrien
Der N-Terminus von StAR bildet ein Signal, mit dem StAR zielgerichtet an Mitochondrien bindet. Dieses Signal wird beim Eindringen von StAR in das Mitochondrium-Innere abgespalten und StAR wird dadurch inaktiviert.

### Cholesterin-bindende Domäne
Der C-terminale Teil von StAR bildet eine Tasche, in die Cholesterin eingelagert werden kann. Die gentechnische Entfernung dieser Tasche bewirkt eine fast vollständige Blockade des Cholesterin-Import in die Innere Mitochondrienmembran. Diese START-Domäne wird in weiteren Proteinen gefunden, MLN64, StarD4, StarD5 und StarD6. Da diesen Proteinen aber die Zielsequenz für Mitochondrien fehlt, sind sie wahrscheinlich an der Initiierung der Steroidbildung nicht beteiligt.
Nach der Bindung von StAR an Mitochondrien soll die C-terminale Helix sich von der Cholesterin-Tasche abheben. Dadurch kann Cholesterin freigesetzt werden, welches dann von weiteren Proteinen, z. B. vom Translokator-Protein (TSPO; als Benzodiazepin-Receptor Peripherer Typ (PBR, BZRP) schon länger bekannt, aber erst jetzt einer Funktion zugeordnet) über die äußere Mitochondrienmembran ins Mitochondrium gelangt. Die Bindungsaffinität von Cholesterin an TSPO ist deutlich stärker als die an StAR.

### Rolle von TSPO bei der Aktivierung von StAR durch Phosphorylierung
TSPO soll darüber hinaus ein PAP7 (auch als Acyl-Coenzym A-Bindedomäne enthaltendes Protein 3 (ACBD3) bezeichnet) an die äußere Mitochondrien-Membran binden, an welches wiederum eine Proteinkinase A anlagert, die StAR phosphoryliert und dadurch die Pregnenolon-Bildung deutlich beschleunigt.

## Regulation von StAR
Die Transkription und Translation von StAR wird durch Hormone gesteuert: Luteinisierendes Hormon (LH) in den Gonaden, Adrenocorticotrophes Hormon (ACTH) in der Nebenniere. Die G-Protein-gekoppelten Membranrezeptoren (GPCR) für LH oder ACTH erhöhen die cAMP-Konzentration, die schließlich zur StAR-Expression führt. Durch die Abspaltung des Mitochondrien-Zielsignals und die damit verbundene Inaktivierung von StAR kann der Cholesterinimport in Mitochondrien schnell wieder unterbunden werden, wenn die Translation nicht weitergeht. Man hat ausgerechnet, dass etwa 1,8 Moleküle von Cholesterin pro Molekül StAR importiert werden. Das bedeutet, dass der Cholesterinimport von der Translation von StAR fast stöchiometrisch zusammenhängt: Pro gebildetem StAR-Protein Import von noch nicht einmal zwei Cholesterin-Molekülen.
Die Aktivität von StAR in Leydig-Zellen wird durch Phosphorylierung mittels Proteinkinase A verstärkt.
Die Expression von StAR wird in den Gonaden durch Gonadotropine reguliert. Notwendig für die Expression von StAR in Granulosazellen ist LH; sie wird durch TGF-β 1 reduziert und durch Prostaglandin E2 erhöht. Die Produktion von StAR ist im Leberzellkarzinom erhöht, was zu erhöhtem Cholesteringehalt der Mitochondrienmembran und damit zu Resistenz gegenüber Chemotherapie führt.